# Hydraena palawanensis
Hydraena palawanensis är en skalbaggsart som beskrevs av Hendrik Freitag och Manfred A. Jäch 2007. Hydraena palawanensis ingår i släktet Hydraena och familjen vattenbrynsbaggar. Inga underarter finns listade i Catalogue of Life.